# Cimetière central de Montevideo
Le cimetière central (en espagnol : Cementerio central) de Montevideo est l'un des principaux cimetières du pays, où les gens célèbres y sont enterrés.
Il est situé dans le sud de la ville et a été fondée en 1835. La façade, après la Grande Guerre (1839-1852), est par l'Italien Bernardo Poncini.
Le cimetière était à l'origine situé dans une région éloignée de la ville à cause du risque d'épidémie. Cependant, avec la croissance rapide de la ville au cours du XXe siècle, le cimetière central entre dans la zone urbaine.
Cette nécropole a gagné en notoriété depuis 1858. Il fut l'un des premiers cimetières dans le pays à une époque où les inhumations dans les églises étaient encore fréquentes. Il comprend également des œuvres de sculpteurs comme José Belloni et Juan Zorrilla de San Martín. 

## Personnages illustres
Au Panthéon National (et les deux autres zones) se trouvent les tombes de personnalités éminentes de la société uruguayenne et internationale, parmi lesquelles celles de :
- Irma Avegno (1881-1913), femme d'affaires.
- Eduardo Acevedo ;
- Delmira Agustini ;
- Luis Batlle Berres ;
- José Batlle y Ordóñez ;
- Juan Manuel Blanes ;
- François Ducasse, père du Comte de Lautréamont (Isidore Ducasse)[4] ;
- Luis Alberto de Herrera ;
- Raúl Montero Bustamante ;
- Benito Nardone ;
- Pereira-Rossell[5] ;
- José Enrique Rodó ;
- Juan Spikerman ;
- Juan Zorrilla de San Martín ;
- Mirta Mouliá (1924-2015), philanthrope;
- China Zorrilla (1922-2014), actrice uruguayenne de théâtre.